# Robert Stando

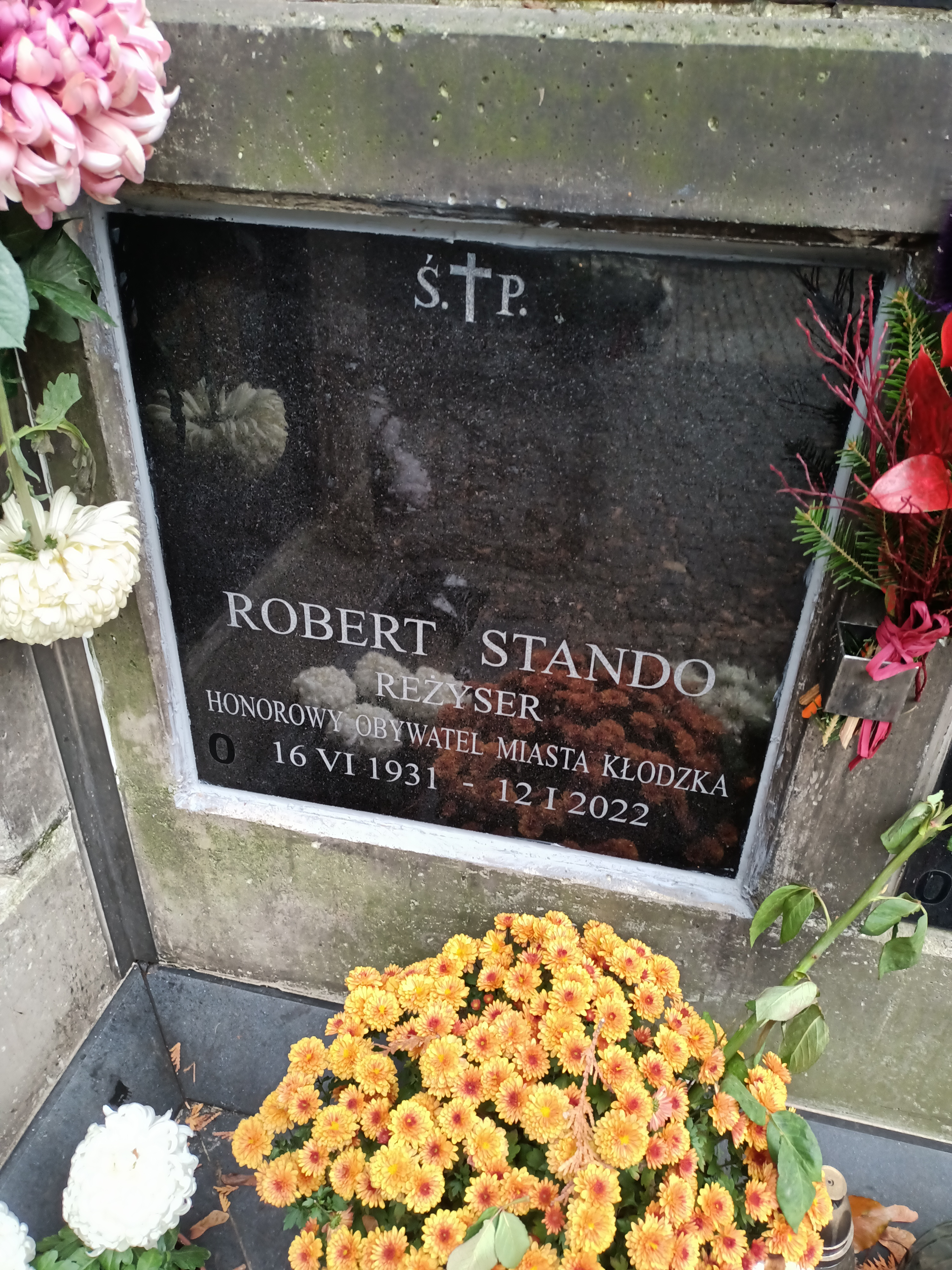
Grób Roberta Stando na cmentarzu Wojskowym w Warszawie

Robert Stando (ur. 16 czerwca 1931 w Berlinie, zm. 12 stycznia 2022 w Warszawie) – polski reżyser filmów dokumentalnych, scenarzysta.

## Życiorys
Urodził się w 1931 roku w Berlinie. Po zakończeniu II wojny światowej osiedlił się wraz z rodzicami w Krosnowicach. Uczęszczał do I Liceum Ogólnokształcącego im. Bolesława Chrobrego w Kłodzku. Po pomyślnie zdanym egzaminie maturalnym rozpoczął studia na Wydziale Reżyserskim Państwowej Wyższej Szkoły Teatralnej w Warszawie, którą ukończył w 1954 roku.
Następnie zamieszkał na stałe w Warszawie i związał się z Wytwórnią Filmów Dokumentalnych (do 1972), a potem z Wytwórnią Filmów „Czołówka”. Jest autorem kilkudziesięciu dokumentów, w tym o Kłodzku, które nadało mu tytuł Honorowego Obywatela.
Spoczywa na Cmentarzu Wojskowym na Powązkach.

## Filmografia
- 2007 – Most z żelaza – reżyseria, scenariusz, komentarz,
- 2006 – Oda – realizacja, scenariusz,
- 2006 – Kłodzko 2006 – realizacja, scenariusz,
- 2005 – Park Narodowy Gór Stołowych – dokumentacja,
- 2005 – Drugie wcielenie reżysera K. – realizacja, scenariusz,
- 2003 – Czarna Dziura, Czarna Góra i Siłaczka – reżyseria, scenariusz, Komentarz,
- 2001 – Ostatni agent „Muszkieterów” – dokumentacja,
- 1999 – Wilcza Jama i okolice – realizacja, scenariusz,
- 1999 – 7 i 1/2 tygodnia – reżyseria, scenariusz, komentarz,
- 1998 – Powstanie Wielkopolskie – reżyseria,
- 1997 – Oczy Czasu – reżyseria, scenariusz, komentarz,
- 1997 – Niefachowy stryczek – reżyseria, scenariusz, komentarz,
- 1996 – Gerhart Hauptmann 1945–1946 – reżyseria,
- 1995 – Nowa Ziemia – reżyseria,
- 1995 – Cztery – reżyseria,
- 1994 – „4” – reżyseria, scenariusz,
- 1994 – Szopki sudeckie – reżyseria,
- 1993 – Wzgórza Lewińskie – reżyseria, scenariusz,
- 1993 – Wielkanoc w Dańcu – reżyseria,
- 1993 – Lewińskie wzgórza – reżyseria,
- 1992 – To zło złotostocki – reżyseria,
- 1989 – Tkacze i zielony słoń – reżyseria,
- 1988 – Gdzie każą – reżyseria, scenariusz,
- 1986 – Kto nas dzisiaj pamięta – reżyseria, scenariusz,
- 1986 – I co ty na to – reżyseria, scenariusz,
- 1985 – Akcent – realizacja, scenariusz,
- 1984 – Układy – reżyseria, scenariusz,
- 1984 – Kosztem własnego czasu – reżyseria, scenariusz,
- 1984 – Cecilienhof i okolice – reżyseria, scenariusz,
- 1984 – Alarm dla pokoju – reżyseria, scenariusz,
- 1983 – Sopot zimą – reżyseria, scenariusz,
- 1983 – Sercem budowane – reżyseria, scenariusz,
- 1982 – Przed stacjonatą – reżyseria, scenariusz,
- 1982 – Nur für Deutsche – reżyseria, scenariusz,
- 1981 – W powietrze – reżyseria, scenariusz,
- 1981 – Jerzy Heintze – łowca ulotnego piękna – reżyseria, scenariusz,
- 1981 – Gustaw Morcinek – reżyseria,
- 1980 – Wspólnie tworzą, wspólnie chronią – reżyseria, scenariusz,
- 1980 – Strażacy – reżyseria, scenariusz,
- 1980 – Orkiestra jedna z 600 – reżyseria, scenariusz,
- 1979 – Ból – realizacja, scenariusz,
- 1978 – Przez trudy do gwiazd – realizacja, scenariusz,
- 1977 – Unitra-Unima – reżyseria,
- 1977 – Carmen po polsku – reżyseria, scenariusz,
- 1976 – Potknięcia i upadek – realizacja, scenariusz,
- 1976 – O smoku, smogu i dziewicach – reżyseria, scenariusz,
- 1975 – Orkiestra reprezentacyjna marynarki wojennej – realizacja, scenariusz,
- 1975 – Hans Beimler – realizacja, scenariusz,
- 1975 – Gra orkiestra wojskowa garnizonu Kraków – realizacja, scenariusz,
- 1974 – Śląska estrada wojskowa – realizacja, scenariusz,
- 1974 – Sanitariusze – realizacja, scenariusz,
- 1974 – Pierwszy skok – realizacja, scenariusz,
- 1974 – Do twarzy mu z czarnym krzyżem – realizacja, scenariusz,
- 1973 – Kołysanka matki – reżyseria,
- 1973 – Gdybym ja był lotnikiem – reżyseria,
- 1973 – Ech, ty Zośka – reżyseria,
- 1973 – Ballada o żołnierzu któremu udało się powrócić – reżyseria,
- 1972 – Wyznanie – realizacja,
- 1972 – W wilczym gardle – reżyseria, scenariusz,
- 1972 – Cuprum – miedź – reżyseria, scenariusz,
- 1971 – Polacy 71 – realizacja, scenariusz,
- 1971 – O prawdziwe słońce – reżyseria,
- 1971 – Kierunek nowoczesność – reżyseria, scenariusz,
- 1970 – Kto na ochotnika – reżyseria, scenariusz,
- 1970 – Granica zbrodni Arthura Greisera – realizacja, scenariusz,
- 1970 – Fakty i ludzie – reżyseria, scenariusz,
- 1969 – Święto żniw – reżyseria,
- 1969 – Albert Forster – realizacja, scenariusz,
- 1968 – Pan Ciuchcia – realizacja, scenariusz,
- 1968 – Lądek i Międzygórze – reżyseria,
- 1968 – Dziki żywot koguta – bez światła i bez – słońca! – realizacja, scenariusz,
- 1967 – Wesele – realizacja,
- 1967 – W murach – realizacja, scenariusz,
- 1967 – Trzy żywioły – realizacja, scenariusz,
- 1967 – Partnerzy – realizacja, scenariusz,
- 1966 – Westerplatte – reżyseria, scenariusz,
- 1966 – Stutthof – realizacja, scenariusz,
- 1966 – Miasto na granicy – realizacja, scenariusz,
- 1965 – Strach ma wielkie oczy – realizacja, scenariusz,
- 1965 – Od Wersalu do Westerplatte – realizacja,
- 1964 – Hobby: x muza – realizacja, scenariusz,
- 1964 – 1948 (4) w chwila wspomnień – reżyseria,
- 1963 – Ojcowie i dzieci – realizacja, scenariusz,
- 1963 – Dr Kruppik – realizacja, scenariusz,
- 1962 – Świat zabity deskami – realizacja, scenariusz,
- 1962 – Mówi ziemia – realizacja, scenariusz,
- 1962 – Agronom – realizacja, scenariusz,
- 1961 – Miasto bez dymu – realizacja, scenariusz,
- 1960 – Śnieżka nadaje szyfr – reżyseria, scenariusz,
- 1960 – Karpacz – reżyseria,
- 1960 – Dojeżdżamy – realizacja,
- 1959 – Muzyka nocą – realizacja, scenariusz,
- 1959 – A jest ich 459 – realizacja, scenariusz,
- 1958 – Kurban-Bajram – realizacja
- 1956 – Kawały bez brody – reżyseria, scenariusz,
- 1956 – Naprzód kolejarze – reżyseria, scenariusz,
- 1955 – Antek współpraca – reżyserska
- 1955 – Cisza, postsynchrony – reżyseria, scenariusz,
- 1955 – Miasto, które może zginąć – reżyseria, scenariusz
- 1955 – Winowajcy – współpraca reżyserska
- 1954 – Odpadki – współpraca reżyserska